# Xenophthalmodes brachyphallus
Xenophthalmodes brachyphallus is een krabbensoort uit de familie van de Pilumnidae. De wetenschappelijke naam van de soort is voor het eerst geldig gepubliceerd in 1955 door Barnard.